# El Pueblo Gallego
 (mai 2022).
 (mai 2022).
La mise en forme du texte ne suit pas les recommandations de Wikipédia : il faut le « wikifier ».
Les points d'amélioration suivants sont les cas les plus fréquents. Le détail des points à revoir est peut-être précisé sur la page de discussion.
- Les titres sont pré-formatés par le logiciel. Ils ne sont ni en capitales, ni en gras.
- Le texte ne doit pas être écrit en capitales (les noms de famille non plus), ni en gras, ni en italique, ni en « petit »…
- Le gras n'est utilisé que pour surligner le titre de l'article dans l'introduction, une seule fois.
- L'italique est rarement utilisé : mots en langue étrangère, titres d'œuvres, noms de bateaux, etc.
- Les citations ne sont pas en italique mais en corps de texte normal. Elles sont entourées par des guillemets français : « et ».
- Les listes à puces sont à éviter, des paragraphes rédigés étant largement préférés. Les tableaux sont à réserver à la présentation de données structurées (résultats, etc.).
- Les appels de note de bas de page (petits chiffres en exposant, introduits par l'outil «  Source ») sont à placer entre la fin de phrase et le point final[comme ça].
- Les liens internes (vers d'autres articles de Wikipédia) sont à choisir avec parcimonie. Créez des liens vers des articles approfondissant le sujet. Les termes génériques sans rapport avec le sujet sont à éviter, ainsi que les répétitions de liens vers un même terme.
- Les liens externes sont à placer uniquement dans une section « Liens externes », à la fin de l'article. Ces liens sont à choisir avec parcimonie suivant les règles définies. Si un lien sert de source à l'article, son insertion dans le texte est à faire par les notes de bas de page.
- La présentation des références doit suivre les conventions bibliographiques. Il est recommandé d'utiliser les modèles {{Ouvrage}}, {{Chapitre}}, {{Article}}, {{Lien web}} et/ou {{Bibliographie}}. Le mode d'édition visuel peut mettre en forme automatiquement les références.
- Insérer une infobox (cadre d'informations à droite) n'est pas obligatoire pour parachever la mise en page.

Pour une aide détaillée, merci de consulter Aide:Wikification.
Si vous pensez que ces points ont été résolus, vous pouvez retirer ce bandeau et améliorer la mise en forme d'un autre article.
El Pueblo Gallego est un journal espagnol publié à Vigo entre 1924 et 1979. Propriété de Manuel Portela Valladares dans ses premiers années, il fait ensuite partie du groupe de presse Cadena de Prensa del Movimiento (es) pendant la dictature franquiste.

## Histoire
Le quotidien est fondé en 1924 par l'homme politique Manuel Portela Valladares[2][Quoi ?] qui en est le propriétaire[3][Quoi ?] à ses débuts. Le premier numéro du Pueblo Gallego a été publié le 24 janvier 1924.
Ramón Fernández Mato en a été le directeur de 1924 à 1927. Dans sa première étape, le quotidien suit une ligne éditoriale républicaine libérale et centriste,[1] et maintient quelques liens avec le PSOE. Le quotidien acquiert une certaine importance en Galice. Sous la Seconde République, le quotidien s'identifie au nouveau régime et défend ouvertement la constitution républicaine.[5] Au cours des premières années de la République et jusqu'en 1933, le quotidien soutient le Parti galléguiste,[8]. Des écrivains et personnalités issus du milieu culturel et littéraire tels que Castelao, Jesús Bal y Gay, Ramón Otero Pedrayo et Valentín Paz-Andrade, collaborent avec le journal.[10] Quelques articles en galicien sont publiés.
Le poète García Lorca a publié dans les pages du quotidien ses Seis poemas galegos en 1932.
Lors de la Guerre civile, les installations du quotidien sont confisquées par les forces insurgées.[13] Avec une autorisation militaire, le leader phalangiste Manuel Hedilla utilise une partie des installations du Pueblo Gallego pour fonder le 21 octobre 1936 le quotidien Arco à Ourense. Le 10 janvier 1937[14] El Pueblo Gallego devient la propriété de la FET et des JONS.[15] Pendant la Dictature franquiste, le quotidien intègre la Chaîne de Presse du Mouvement. La direction du journal est confiée à Jesús Suevos, José María Castroviejo,[17] Félix Morales Pérez[17], José Luis Banús Aguirre. Après la mort de Franco, le quotidien est incorporé dans l'organe des médias et communication de l'État. Il est clôturé le 17 juin 1979[18][19] pour des raisons économiques.